# Pont Caquot
Die Pont Caquot ist eine Straßenbrücke, die die heutige D 1201 zwischen den Orten Cruseilles und Allonzier-la-Caille im französischen Département Haute-Savoie über das tief eingeschnittene Flüsschen Les Usses führt.

## Geschichte

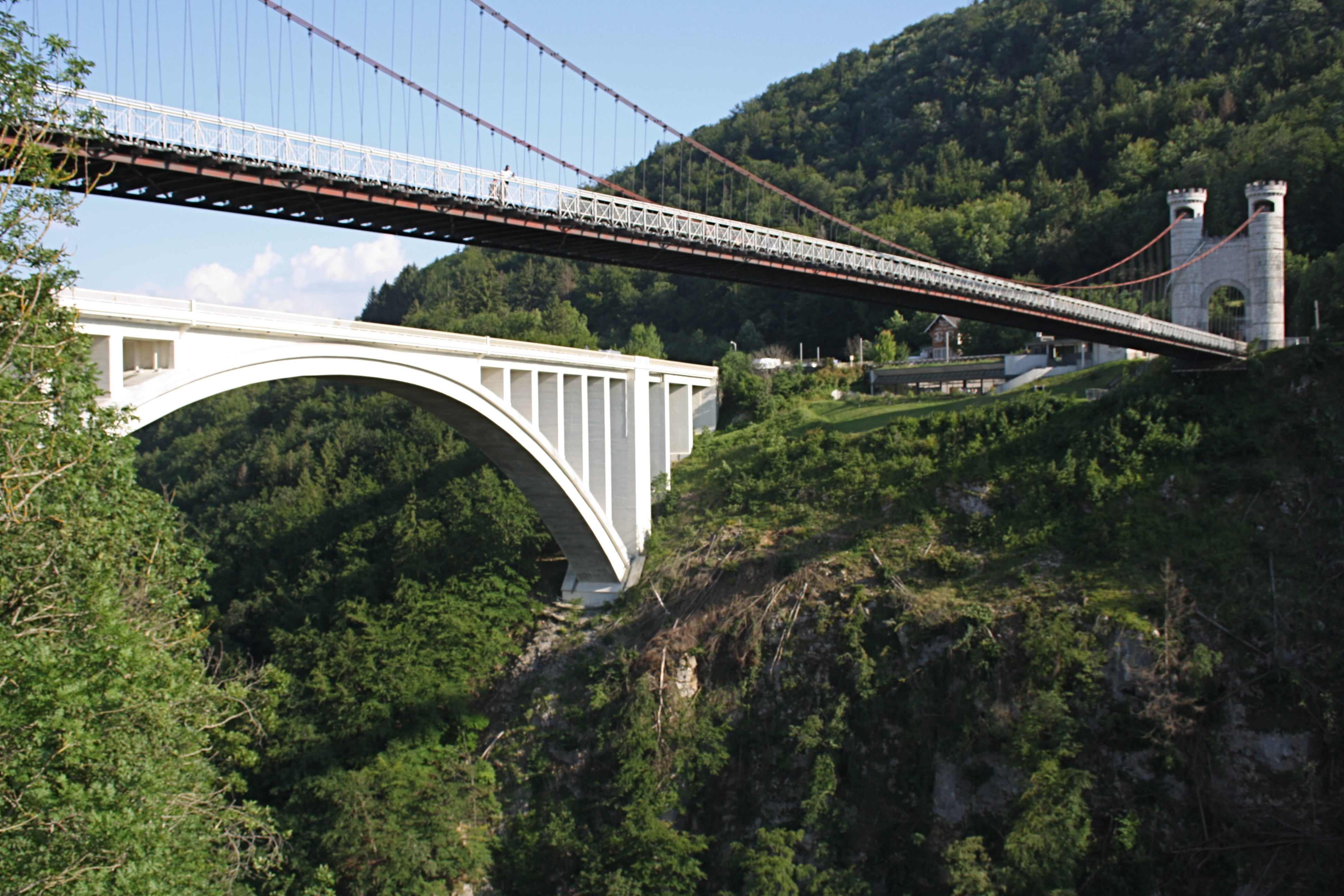
Pont de la Caille und Pont Caquot

Sie wurde in den Jahren 1925 bis 1928 unmittelbar neben der schon 1839 eröffneten Hängebrücke Pont de la Caille gebaut. Ursprünglich war sie für eine Straßenbahn zwischen Genf und Annecy vorgesehen, die allerdings nie realisiert wurde. So konnte sie bald den bis dahin über die Hängebrücke laufenden Straßenverkehr übernehmen, der auf der damaligen Verbindungsstraße zwischen Genf über Annecy, Aix-les-Bains und Chambéry nach Grenoble ständig zunahm. Nachdem 2007 die Autobahn A 41 von Genf nach Grenoble eröffnet worden war und deshalb die frühere Route nationale 201 in eine Départementsstraße zurückgestuft wurde, dient sie nur noch dem regionalen Verkehr.

## Beschreibung
Die Pont Caquot ist eine Bogenbrücke mit einem Bogen aus unbewehrtem Beton, auf dem die Fahrbahnplatte aufgeständert ist. Seinerzeit war der nach den Plänen des Ingenieurs Albert Caquot erstellte Bogen der größte Betonbogen, der ohne Bewehrungsstahl gebaut wurde. Gleichzeitig war die Brücke nach der Hängebrücke Pont Sidi M’Cid in Constantine (Algerien) und neben der benachbarten Pont de la Caille die zweithöchste Brücke der Welt.
Die Fahrbahn der insgesamt 232 m langen Brücke befindet sich 147 m über dem Flusslauf. Der Bogen hat eine Spannweite von 137,5 m und eine Pfeilhöhe von 26,5 m.
Anstelle eines konventionellen Lehrgerüsts für die Betonierung des Bogens ließ Caquot Seile zwischen provisorischen Stahlmasten auf beiden Seiten des Tales spannen, an die ein aus hölzernen Gitterträgern konstruierter Bogen gehängt wurde, der die Funktion des Lehrgerüsts übernahm.